# رخصة إم آي تي
رخصة إم آي تي (بالإنجليزية: MIT License) هي رخصة برمجيات حرة، منشؤها معهد ماساتشوستس للتقنية. تعتبر رخصة MIT رخصة متساهلة، أنها تسمح باستخدامها مع البرمجيات الاحتكارية بشرط أن تكون الرخصة موزعة معها، وهي أيضاً متكاملة مع رخصة جنو العمومية، بمعنى أن رخصة جنو العمومية تسمح بجمعها ونشرها مع البرمجيات التي تستخدم رخصة MIT.
طبقًا لمؤسسة البرمجيات الحرة فإن رخصة إم آي تي تسمى رخصة X11، حيث أن معهد تكنولوجيا ماساتشوستس استخدم العديد من الرخص للبرمجيات، ورخصة إم آي تي صيغت أول مرة لنظام النوفذة س.
حُزم البرمجيات التي تستخدم رخصة إم آي تي تتضمن إكسبات، بوتي، مكتبات بيئة تطوير مونو، روبي على قضبان، تويستيد ونظام نوفذة س الذي كتبت الرخصة من أجله.
بعض حُزم البرمجيات تقوم بمزاوجة رخصتها مع رخصة إم آي تي، مثل النسخ القديمة من مكتبة كرل والتي سمحت للمستفيدين من هذه المكتبة بالاختيار بين رخصة موزيلا العمومية ورخصة إم آي تي.